# Emilija Podrug
Emilija Podrug (Spalato, 20 dicembre 1979) è una cestista croata.
Alta 190 cm, gioca come centro.

## Carriera
Nel 2004-05 ha giocato con il Club Atletico Faenza.
Con la Croazia ha disputato due edizioni dei Campionati europei (1999, 2007).